# Ноначо

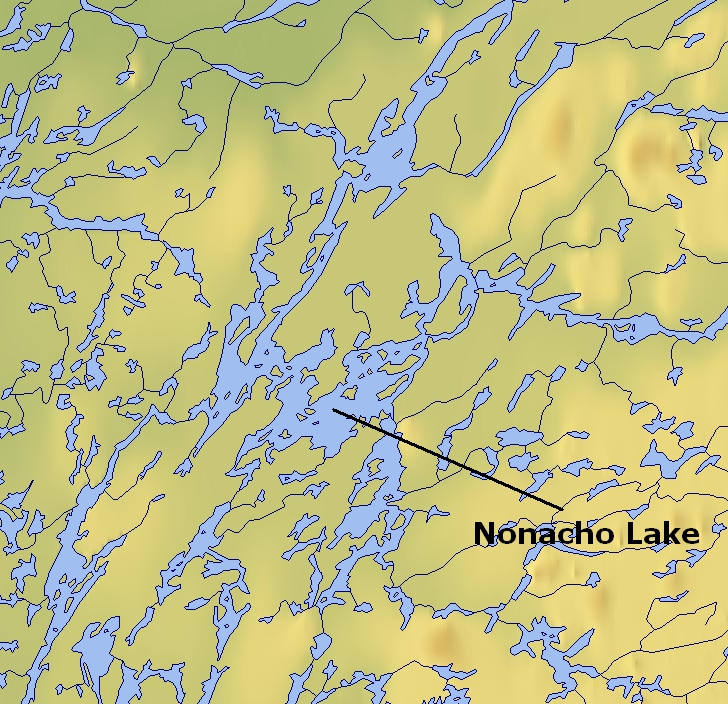
Карта озера Ноначо

Ноначо (англ. Nonacho Lake) — озеро в Северо-Западных территориях в Канаде. Расположено на юго-востоке территорий, восточнее Большого Невольничьего озера. Одно из больших озёр Канады — площадь водной поверхности 698 км², общая площадь — 784 км², восьмое по величине озеро Северо-Западных территорий. Высота над уровнем моря 354 метра.
Через озеро протекает река Толсон, впадающая в Большое Невольничье озеро. Озеро очень сложной формы, изобилующее заливами, рукавами, полуостровами. Остров Эттенганне (Ettenganneh Island) — единственный крупный остров на озере, остальные острова очень небольшие, общая площадь островов составляет 86 км².
В летнее время озеро является одним из центров любительского рыболовства в Канаде. Специализация: озёрная форель и северная щука.